# Finse spits
De Finse spits of Suomenpystykorva is een hondenras dat van oorsprong uit Finland komt. Het ras behoort tot FCI groep 5 spitsen en oertypen. Van het ras wordt vermoed dat het al een oud ras is en oorspronkelijk werd gefokt als jachthond.
Hij wordt vooral gebruikt om te blaffen tegen prooidieren die bomen in vluchten zoals eekhoorns, maar kan ook worden gebruikt voor de jacht op elanden en edelherten. Sommige honden staan erom bekend in koppel achter een beer aan te gaan. Met zijn geblaf lokt hij de jagers direct naar de prooien. In zijn land van oorsprong wordt de hond ondanks zijn geringe formaat nog altijd als jachthond gebruikt. In andere landen is hij vooral een huisdier.

## Uiterlijk
De Finse spits heeft een lichaam dat evenlang of iets korter is dan de hoogte van de hond. De teven zijn vaak iets kleiner dan de reuen.
- Hoogte:

Reuen of mannetjes: 44-50 cm
Teven of vrouwtjes: 39-45 cm
- Gewicht

Reuen of mannetjes: 11-13 kg
Teven of vrouwtjes: 8-9 kg
De Finse spits is een hond met een dubbele vacht. De ondervacht is lichter van kleur dan de bovenvacht. De ondervacht wordt twee keer per jaar vervangen. De vacht is makkelijk te verzorgen, maar het verharen is absoluut noodzakelijk.
Finse spits-puppy's worden vaak beschreven als "identiek aan een welp van een vos." Ze worden geboren met donkergrijs/zwart/bruin haar. De kleur van een volwassen hond verschijnt na vier maanden. De kleur van een volwassen hond moet rood zijn, maar dit kan wel verschillende tinten rood zijn. De neus en lippen moeten altijd zwart zijn.
De kop van de Finse spits is middelgroot en kegelvormig, met een lange snuit en een niet echt duidelijke neusvoorhoofd verbinding. De ogen hebben normaal formaat. Ze zijn amandelvormig en donker van kleur. De hond heeft kleine puntige oren die dicht bij elkaar staan.

## Gedrag
De Finse spits is een trouwe en intelligente hond. Ze vertonen speels gedrag en kunnen goed overweg met kinderen. Ze zijn geschikt als gezelschapsdieren, waardoor ze populair zijn als huisdier. De hond kan echter wel overmatig blaffen, en voorzichtige training is nodig om hem dit af te leren. Dit maakt ze echter wel geschikt als waakhond, aangezien ze blaffen tegen vrijwel alles wat volgens hen ongewoon is.
Vanwege zijn intelligentie is de Finse spits een onafhankelijke hond die het beste met een zachte stem en houding getraind kan worden. Hij kan snel verveeld raken indien dezelfde training telkens wordt herhaald, dus trainingen kunnen het beste kort worden gehouden. Finse spitsen kunnen enorm koppig zijn daarom is het belangrijk om streng te zijn. 

## Voortplanting
De Finse spits kan zo'n 2 tot 6 puppy's krijgen in 1 nest. 

## Gezondheid
De Finse spits is een zeer gezond hondenras, en gezondheidsproblemen zijn zeldzaam. Een aantal problemen die wel kunnen optreden zijn:
- Heupdysplasie
- Patella luxatie
- Elleboogdysplasie
- Epilepsie

Akita ·
Amerikaanse akita ·
Alaska-malamute ·
Basenji ·
Canaänhond ·
Canadese eskimohond ·
Chowchow ·
Cirneco dell'Etna ·
Eurasiër ·
Europese sledehond ·
Faraohond ·
Finse lappenhond ·
Finse spits ·
Groenlandse hond ·
Hokkaido ·
IJslandse hond ·
Jämthund ·
Japanse spits ·
Kai ·
Karelische berenhond ·
Keeshond ·
Kintamanihond ·
Kishu ·
Koreaanse jindohond ·
Lapinporokoira ·
Mexicaanse naakthond ·
Noorse buhund ·
Noorse elandhond ·
Noorse lundehond ·
Norrbottenspets ·
Oost-Siberische laika ·
Peruaanse naakthond ·
Podenco canario ·
Podenco ibicenco ·
Podengo Português ·
Russisch-Europese laika ·
Samojeed ·
Shiba ·
Shikoku ·
Siberische husky ·
Taiwandog ·
Thai Bangkaew Dog ·
Thai ridgebackdog ·
Västgötaspets ·
Volpino italiano ·
Westsiberische laika ·
Yakut laika ·
Zweedse lappenhond